# Schilbe banguelensis
Schilbe banguelensis är en fiskart som först beskrevs av Boulenger, 1911.  Schilbe banguelensis ingår i släktet Schilbe och familjen Schilbeidae. IUCN kategoriserar arten globalt som livskraftig. Inga underarter finns listade i Catalogue of Life.